# The Surface
The Surface è un film del 2015 diretto da Michael J. Saul.

## Trama
Lo studente universitario Evan Jones vive con il ricco fidanzato Chris sebbene le loro differenze sociali e finanziarie abbiano reso la loro relazione sempre più instabile. Un giorno, ad un mercatino, Evan acquista una cinepresa da 8 mm e il suo ex proprietario si offre di insegnargli ad usarla se tornerà la settimana successiva. Al suo ritorno Evan incontra Peter, il quarantenne figlio dell'uomo, il quale gli regala delle vecchie bobine. Osservando quei vecchi film casalinghi, nei quali un giovane Peter si scambia effusioni con un suo amico d'infanzia, Evan inizia a provare dei sentimenti per Peter e la sua amicizia con lui diventa presto qualcosa di più.